# Publio Cornelio Scipione Asina
Publio Cornelio Scipione Asina (fl. III secolo a.C.) è stato un politico romano.
Patrizio appartenente alla Gens Cornelia.

## Biografia
Figlio del console del 260 a.C., fu nominato console nel 221 a.C. con Marco Minucio Rufo. Unitamente al collega mosse guerra agli Istri, che compivano numerosi atti di pirateria in Adriatico. Gli Istri furono completamente sconfitti e Scipione Asina ottenne l'onore del trionfo.
Nel 211 a.C., quando Annibale decise di dirigersi contro Roma, abbandonando l'assedio di Capua, si racconta che fu Fulvio Flacco, a scrivere immediatamente al Senato romano per informarlo delle intenzioni del condottiero cartaginese. I senatori furono impressionati e commossi. E come accadeva durante ogni situazione tanto critica, venne convocata l'assemblea generale. Qualcuno, come Publio Cornelio Asina, propose di richiamare dall'Italia tutti i comandanti e gli eserciti per difendere Roma, trascurando così l'assedio di Capua. Altri invece, come Fabio Massimo, ritennero vergognoso abbandonare Capua, cedendo alla paura e lasciandosi così comandare dai movimenti di Annibale.
(Livio, XXVI, 8.4.)